# Mořské oko (Horní Domaslavice)
Mořské oko je antropogenní jezírko v zaniklém kamenolomu u Horních Domaslavic v okrese Frýdek-Místek. Geograficky se nachází v pohoří Podbeskydská pahorkatina v Horním Slezsku a Moravskoslezském kraji.

## Historie a popis
Mořské oko vzniklo jako zatopený lom po následné ukončené těžbě kamene potřebného na stavbu dnes již neexistujícího zámku Horní Domaslavice v jehož blízkosti se Mořské oko nachází. Těžba zde byla ukončena koncem 18. století. Lokalita je také chráněná jako výrazný krajinný prvek. Blízké okolí Mořského oka tvoří remíz převážně z dubů, jasanů, lip a olší a v jeho podrostu jsou převážně bezy a řešetláky. Celá lokalita je chráněná podle zákona č.144/92 Sb. jako výrazný a cenný krajinný prvek. Místo je útočištěm drobné zvěře, obojživelníků aj. Přispívá tak k udržení ekologické stability krajiny a dotváří charakteristický krajinný ráz. K místu se také váží místní legendy.

## Další informace
Mořské oko se nachází na trase naučné stezky Horní Domaslavice a na odbočce cyklistické trasa 6005 a Cyklotrasy GW Krakov-Morava-Vídeň nedaleko silnice. Místo je celoročně volně přístupné.

## Galerie

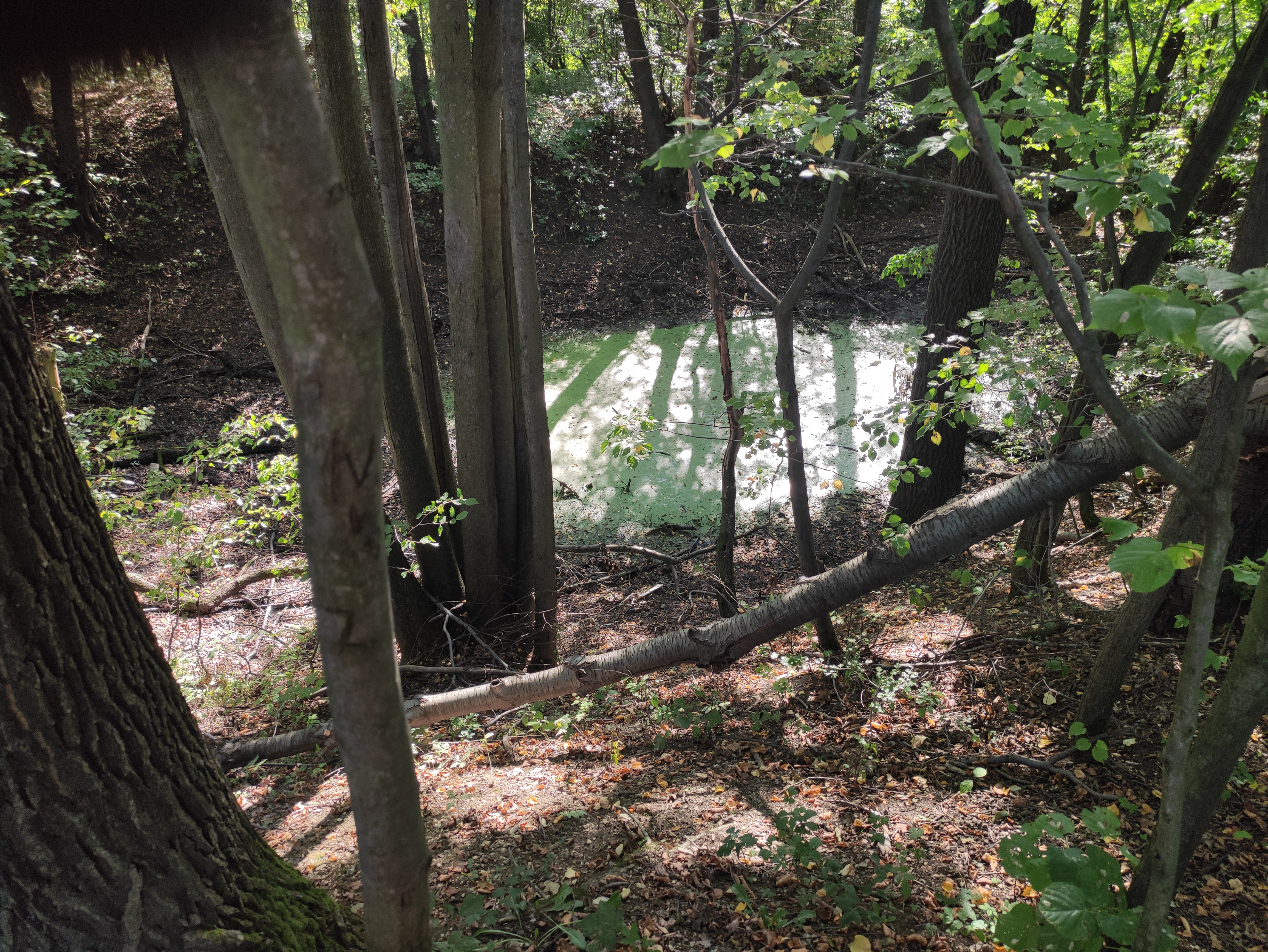
Pohled na hladinu Mořského oka